# Giro del Trentino 2016
El Giro del Trentino 2016 va ser la 40a edició del Giro del Trentino. La cursa es disputà entre el 19 i el 22 d'abril de 2016, amb un recorregut de 597,8 km repartits entre quatre etapes, la primera d'elles una contrarellotge per equips. La cursa forma part de l'UCI Europa Tour 2016 amb una categoria 2.HC.
El vencedor de la classificació general fou l'espanyol Mikel Landa (Team Sky), que s'imposà per tan sols dos segons a l'estonià Tanel Kangert i per catorze al danès Jakob Fuglsang, ambdós membres de l'(Astana Qazaqstan Team). Landa també guanyà la classificació de la muntanya, mentre el colombià Egan Arley Bernal (Androni Giocattoli-Sidermec) guanyà la dels joves i l'AG2R La Mondiale fou el millor equip.

## Equips
18 equips van prendre la sortida en aquesta edició:
- 3 World Tour: AG2R La Mondiale, Astana Qazaqstan Team, Team Sky
- 8 equips continentals professionals: Androni Giocattoli-Sidermec, Bardiani CSF, Bora-Argon 18, Caja Rural-Seguros RGA, Drapac, Gazprom-RusVelo, Nippo-Vini Fantini, Southeast-Venezuela
- 5 equips continentals: Amore & Vita-Selle SMP, D'Amico Bottecchia, Norda-MG.Kvis, Skydive Dubai-Al Ahli Club, Tirol Cycling Team
- 2 equips nacionals: Itàlia, Brasil

## Etapes
| Etapa    | Data      | Ciutats d'etapa               | type                      | Distància (km) | Vencedor de l'etapa | Líder de la general |
| -------- | --------- | ----------------------------- | ------------------------- | -------------- | ------------------- | ------------------- |
| 1a etapa | 19 de abr | Riva del Garda – Nago-Torbole | contrarellotge per equips | 12,1           | Astana              | Valerio Agnoli      |
| 2a etapa | 20 de abr | Arco – Anras                  | etapa de mitja muntanya   | 220,3          | Mikel Landa Meana   | Mikel Landa Meana   |
| 3a etapa | 21 de abr | Sillian – Mezzolombardo       | etapa de muntanya         | 204,6          | Tanel Kangert       | Mikel Landa Meana   |
| 4a etapa | 22 de abr | Malè – Cles                   | etapa de muntanya         | 161,1          | Tanel Kangert       | Mikel Landa Meana   |

## Classificació final
|    | Ciclista                     | Equip                 | Temps       |
| -- | ---------------------------- | --------------------- | ----------- |
| 1  | Mikel Landa (ESP)            | Team Sky              | 14h 44' 48" |
| 2  | Tanel Kangert (EST)          | Astana Qazaqstan Team | + 2"        |
| 3  | Jakob Fuglsang (DEN)         | Astana Qazaqstan Team | + 14"       |
| 4  | Serguei Firsànov (RUS)       | Gazprom-RusVelo       | + 19"       |
| 5  | Patrick Konrad (AUT)         | Bora-Argon 18         | + 24"       |
| 6  | Romain Bardet (FRA)          | AG2R La Mondiale      | + 24        |
| 7  | Domenico Pozzovivo (ITA)     | AG2R La Mondiale      | + 28"       |
| 8  | Emanuel Buchmann (GER)       | Bora-Argon 18         | + 30"       |
| 9  | Jean-Christophe Péraud (FRA) | AG2R La Mondiale      | + 42"       |
| 10 | Hubert Dupont (FRA)          | AG2R La Mondiale      | + 56"       |

## Evolució de les classificacions
| Etapa | Vencedor              | Classificació general | Classificació de la muntanya | Classificació dels joves | Classificació per equips |
| ----- | --------------------- | --------------------- | ---------------------------- | ------------------------ | ------------------------ |
| 1     | Astana Qazaqstan Team | Valerio Agnoli        | No entregat                  | Gianni Moscon            | Astana Qazaqstan Team    |
| 2     | Mikel Landa           | Mikel Landa           | Mikel Landa                  | Giulio Ciccone           | AG2R La Mondiale         |
| 3     | Tanel Kangert         | Mikel Landa           | Mikel Landa                  | Egan Arley Bernal        | AG2R La Mondiale         |
| 4     | Tanel Kangert         | Mikel Landa           | Mikel Landa                  | Egan Arley Bernal        | AG2R La Mondiale         |
| Final | Final                 | Mikel Landa           | Mikel Landa                  | Egan Arley Bernal        | AG2R La Mondiale         |